# Río Bojayá
Le río Bojayá est une rivière de Colombie et un affluent du fleuve le río Atrato.

## Géographie
Le río Bojayá prend sa source sur le versant est de la serranía del Baudó, dans le parc national naturel d'Utría (département du Chocó). Il coule ensuite vers le nord-est avant de rejoindre le río Atrato au niveau de la municipalité de Bojayá.